# Encore: More Greatest Hits
Encore: More Greatest Hits è un album di raccolta del gruppo musicale statunitense America, pubblicato nel 1991.

## Il disco
Il disco è stato concepito come complementare alla raccolta uscita quindici anni prima, che era anche la prima compilation del gruppo in assoluto: History: America's Greatest Hits. Infatti dalla lista dei brani sono esclusi tutti i successi degli anni Settanta contenuti nella precedente raccolta, lasciando spazio ad altri successivi, quali You Can Do Magic, The Border e Survival; oppure ad altri brani di fama minore come Old Man Took, To Each His Own e Cornwall Blank insieme a una versione estesa di Can't Fall Asleep to a Lullaby. Nella versione CD sono state incluse anche Right Before Your Eyes, Everyone I Meet Is From California (nella versione pubblicata singolo pubblicata insieme ad A Horse with No Name), Hollywood e Another Try.
La principale novità del disco sono le quattro tracce inedite: Nothing's So Far Away (As Yesterday), On Target, Hell's on Fire e  The Farm. Il gruppo torna in studio a sette anni di distanza dall'ultima volta per registrare i quattro brani inediti che andranno a posizionarsi all'inizio del disco.

## Tracce
1. Nothing's So Far Away (As Yesterday) (Dewey Bunnell, Bill Mumy, Robert Haimer) – 3:37
2. On Target (Gerry Beckley, Mumy) – 3:53
3. Hell's on Fire (Bunnell, Mumy, Haimer) – 3:17
4. The Farm (Beckley) – 2:54
5. You Can Do Magic (Russ Ballard) – 3:56
6. Hollywood (Bunnell) – 2:51
7. Another Try (Beckley) – 3:22
8. Old Man Took (Bunnell) – 3:15
9. Today's the Day (Dan Peek) – 3:18
10. Can't Fall Asleep to a Lullaby (Bunnell, Steve Perry, Mumy, Haimer) – 4:13
11. Survival (Beckley) – 3:16
12. Everyone I Meet Is From California (Peek) – 3:08
13. Right Before Your Eyes (Ian Thomas) – 3:54
14. Cornwall Blank (Bunnell) – 4:24
15. To Each His Own (Beckley) – 3:16
16. The Border (Bunnell, Ballard) – 3:58

## Brani eseguiti dal vivo
La terza traccia dell'album, Hell's On Fire, un brano hard rock di Bunnell, aveva già avuto fama nei tour degli America di fine anni '80. Esso veniva eseguito insieme a un altro brano inedito Call Of The Wild, brano che poi verrà registrato e inserito nel successivo album in studio Hourglass nel 1994. 
Nel 2024, durante il Ride on Tour, gli America eseguono per la prima volta dal vivo Nothing's So Far Away (As Yesterday), pezzo che continuano a eseguire in tutte le date del tour.